# Mazerolles (Vienne)
Mazerolles – miejscowość i gmina we Francji, w regionie Nowa Akwitania, w departamencie Vienne.
Według danych na rok 1990 gminę zamieszkiwało 697 osób, a gęstość zaludnienia wynosiła 33 osób/km² (wśród 1467 gmin regionu Poitou-Charentes, Mazerolles plasuje się na 435. miejscu pod względem liczby ludności, natomiast pod względem powierzchni na miejscu 365.).